# Stumpffia
A Stumpffia a kétéltűek (Amphibia) osztályába, valamint a békák (Anura) rendjébe és a szűkszájúbéka-félék (Microhylidae) családjába tartozó nem. Nevét az első példányt felfedező Anotonio Stumpff utazó és gyűjtő tiszteletére kapta.

## Előfordulása
A nembe tartozó fajok Madagaszkár endemikus fajai.

## Rendszerezés
A Stumpffia nemet Oskar Boettger írta le 1881-ben egyetlen fajként, a Stumpffia psologlossa fajként az Anotonio Stumpff által a Nosy Be-szigeten gyűjtött egyetlen példány alapján.
A nemhez 2017-re már 15 faj tartozott. 2017 végére elkészült a nem átfogó vizsgálata, mely a már ismert 15 fajra vonatkozó pontos genetikai adatok melle 26 további fajt is tartalmazott.
A nembe az alábbi fajok tartoznak:
- Stumpffia achillei Rakotoarison et al. 2017
- Stumpffia analamaina Klages, Glaw, Köhler, Müller, Hipsley & Vences, 2013
- Stumpffia analanjirofo Rakotoarison et al. 2017
- Stumpffia angeluci Rakotoarison et al. 2017
- Stumpffia be Köhler, Vences, D'Cruze & Glaw, 2010
- Stumpffia betampona Rakotoarison et al. 2017
- Stumpffia contumelia Rakotoarison et al. 2017
- Stumpffia davidattenboroughi Rakotoarison et al. 2017
- Stumpffia diutissima Rakotoarison et al. 2017
- Stumpffia dolchi Rakotoarison et al. 2017
- Stumpffia edmondsi Rakotoarison et al. 2017
- Stumpffia froschaueri Crottini, Rosa, Penny, Cocca, Holderied, and Andreone:, 2020
- Stumpffia fusca Rakotoarison et al. 2017
- Stumpffia garraffoi Rakotoarison et al. 2017
- Stumpffia gimmeli Glaw & Vences, 1992
- Stumpffia grandis Guibé, 1974
- Stumpffia hara Köhler, Vences, D'Cruze & Glaw, 2010
- Stumpffia huwei Rakotoarison et al. 2017
- Stumpffia iharana Rakotoarison et al. 2017
- Stumpffia jeannoeli Rakotoarison et al.2017
- Stumpffia kibomena Glaw, Vallan, Andreone, Edmonds, Dolch & Vences, 2015
- Stumpffia larinki Rakotoarison et al. 2017
- Stumpffia madagascariensis Mocquard, 1895
- Stumpffia makira Rakotoarison et al. 2017
- Stumpffia maledicta Rakotoarison et al. 2017
- Stumpffia mamitika Rakotoarison et al. 2017
- Stumpffia megsoni Köhler, Vences, D'Cruze & Glaw, 2010
- Stumpffia meikeae Rakotoarison et al. 2017
- Stumpffia miery Ndriantsoa, Riemann, Vences, Klages, Raminosoa, Rödel & Glos, 2013
- Stumpffia miovaova Rakotoarison et al. 2017
- Stumpffia nigrorubra Rakotoarison et al. 2017
- Stumpffia obscoena Rakotoarison et al. 2017
- Stumpffia pardus Rakotoarison et al. 2017
- Stumpffia psologlossa Boettger, 1881
- Stumpffia pygmaea Vences & Glaw, 1991
- Stumpffia roseifemoralis Guibé, 1974
- Stumpffia sorata Rakotoarison et al. 2017
- Stumpffia spandei Rakotoarison et al. 2017
- Stumpffia staffordi Köhler, Vences, D'Cruze & Glaw, 2010
- Stumpffia tetradactyla Vences & Glaw, 1991
- Stumpffia tridactyla Guibé, 1975
- Stumpffia yanniki Rakotoarison et al. 2017